# Sinfiötli

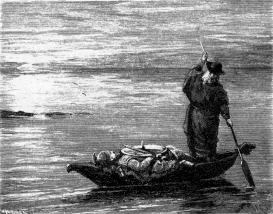
Odin mit dem toten Sinfiötli im Nachen

Sinfiötli ist eine mythische Gestalt des nordischen Sagenkreises, in diesem Falle aus der Edda.
Er ist ein Sohn der Zwillingsgeschwister Sigmund und Signy, damit ein Wölsung reinen Blutes. Seine Mutter ist mit König Siggeir von Gautland (möglicherweise Gotland) vermählt. Dieser hatte bei einem Gastmahl die ganze Familie der Wölsungen töten lassen, nur seine Frau Signy und ihr Zwillingsbruder Siegmund überlebten die Bluttat. Sinfiötli wächst als Siggeirs Sohn auf. Als er ein passendes Alter erreicht hat, schickt seine Mutter ihn zu seinem natürlichen Vater/Onkel Sigmund, der versteckt im Wald lebt. Nach diversen Abenteuern, in denen sie sich unter anderem in Werwölfe verwandeln sowie ihre Rachepflicht an Siggeir erfüllen - der auch Signy zum Opfer fällt, kehren Sinfiötli und sein Vater nach Hunaland, ihrer Heimat, zurück.
Sigmund heiratet Borghild von Bralund (vermutlich in Dänemark gelegen) und hat mit ihr zwei weitere Söhne, Helgi und Hamund. Mit Helgi zusammen zieht Sinfiötli in die Schlacht gegen den Vater und den Verlobten von Sigrun, der Geliebten und späteren Frau Helgis. Bald nachdem er zurückgekehrt ist, fährt er wieder los zu einer neuen Heerfahrt (andere Länder werden überfallen und verheert), wobei er die schöne Swintha, Königin von Warnen, trifft und sie zum Weib nehmen will. Nun hat aber Borgar, der Bruder seiner Stiefmutter Borghild, ebenfalls ein Auge auf die Dame geworfen. Die beiden Rivalen gehen auf den Holm, wobei Borgar zu Tode kommt. Bei seiner Rückkehr erfährt Borghild vom Tode ihres Bruders und ist natürlich böse auf ihren Stiefsohn. Sie will, dass er das Land verlässt, aber Sigmund will den Sohn bei sich behalten. Er bietet seiner Frau Wergeld, woraufhin sie meint, das müsse er entscheiden, sie sich also mit seiner Entscheidung abfinden wolle. 
Mit Zustimmung ihres Mannes veranstaltet sie einen Leichenschmaus zum Andenken an Borgar. Sie selbst schenkt den Met ins Horn und bietet Sinfiötli den Trunk an. Aber sie hat den Met vergiftet. Sinfiötli stirbt.

Wütend nimmt Sigmund die Leiche seines toten Sohnes und trägt sie durch den Wald bis zu einer Meeresbucht, die er nicht überqueren kann. Da kommt ein Mann mit einem kleinen Boot und bietet an ihn überzusetzen. Allerdings ist das Boot allein mit der Leiche Sinfiöllis schon voll. Der Nachen legt ab und verschwindet alsbald vor Sigmunds Augen. Erst da merkt er, dass Odin selbst die Leiche seines Sohnes nach Walhall bringt.
Als Sigmund wieder nach Hause kommt, verstößt er seine Frau Borghild, die bald darauf stirbt.